# Dowództwo Połączonych Sił Sojuszniczych Europy Północnej AFNORTH
Dowództwo Połączonych Sił Sojuszniczych Europy Północnej (ang. Allied Forces North Europe AFNORTH) – nieistniejące już jedno z dowództw operacyjnych NATO.

## Formowanie i zmiany organizacyjne
W kwietniu 1951 generał Dwight Eisenhower podpisał rozkaz powołujący Naczelne Dowództwo Połączonych Sił Sojuszniczych NATO w Europie (ACE). Obszar Europy podzielono na trzy teatry działań wojennych:
- Północnoeuropejski Teatr Działań Wojennych
- Centralny (Środkowoeuropejski) Teatr Działań Wojennych
- Południowoeuropejski Teatr Działań Wojennych

Konsekwencją rozkazu było powołanie Dowództwa Połączonych Sił Sojuszniczych Europy Północnej AFNORTH. Nowo utworzone dowództwo przejęło kompetencje rozwiązanej Regionalnej Grupy Planowania Europy Północnej.
1 lipca 1994  zlikwidowano jedno z trzech głównych dowództw NATO – Dowództwo Połączonych Sił Sojuszniczych Kanału La Manche ACCHAN. Rozwiązano też Dowództwo Połączonych Sił Sojuszniczych Europy Północnej AFNORTH, a obowiązki przekazano nowo utworzonemu Dowództwu Połączonych Sił Sojuszniczych Europy Północno-Zachodniej AFNORTHWEST  z siedzibą w High Wycombe.
1 lipca 2004 rozwiązano Dowództwo Połączonych Sił Sojuszniczych Europy Północnej NORTH  w Stavanger w Norwegii i utworzono  Allied Joint Force Command Headquarters Brunssum JFC HQ BRUNSSUM. Nowo powstałe dowództwo weszło w skład Dowództwa Sił Sojuszniczych NATO ds. Operacji ACO.

## Struktura organizacyjna
Struktura AFNORTH w 1963
- Dowództwo Połączonych Sił Sojuszniczych Europy Północnej AFNORTH – Kolsås (Norwegia)
  - Dowództwo Połączonych Sił Lądowych Norwegii COMLANDNORWAY – Oslo (Norwegia)
  - Dowództwo Połączonych Sił Ekspedycyjnych Norwegii Północnej COMTASKFORNOR – Bodø (Norwegia)
  - Dowództwo Połączonych Taktycznych Sił Powietrznych Norwegii Południowej COMATAWSONOR – Voksenlia (Norwegia)
  - Dowództwo Połączonych Taktycznych Sił Powietrznych Norwegii Południowej COMATAWSONOR – Voksenlia (Norwegia)
  - Dowództwo Połączonych Sił Cieśnin Bałtyckich i Bałtyku Zachodniego COMBALTAP – Karup (Dania)
  - Dowództwo Połączonych Sił Morskich Obszaru Skandynawii COMNAVSCAP – Jottanuten (Norwegia)

Struktura AFNORTH w 1971
- Dowództwo Połączonych Sił Sojuszniczych Europy Północnej AFNORTH – Kolsås (Norwegia)
  - Dowództwo Połączonych Sił  Norwegii Północnej COMNON – Bodø (Norwegia)
    - siły lądowe
    - siły powietrzne
    - siły morskie

  - Dowództwo Połączonych Sił Norwegii Południowej COMSONOR – Stavanger (Norwegia)
    - siły lądowe
    - siły powietrzne
    - siły morskie

  - Dowództwo Połączonych Sił Cieśnin Bałtyckich i Bałtyku Zachodniego COMBALTAP – Karup (Dania)
    - COMLANDJUT
    - COMLANDZELAN
    - COMAIRBALTAP
    - COMNAVBALTAP

Struktura AFNORTH w 1989
- Dowództwo Połączonych Sił Sojuszniczych Europy Północnej AFNORTH – Kolsås (Norwegia)
  - Dowództwo Połączonych Sił Zbrojnych Norwegii Północnej – Bodø
    - Dowództwo Połączonych Sił Lądowych Norwegii Północnej –  Bodø
    - Dowództwo Połączonych Sił Morskich Norwegii Północnej –  Bodø
    - Dowództwo Połączonych Sił Powietrznych Norwegii Północnej –  Bodø

  - Dowództwo Połączonych Sił Zbrojnych Norwegii Południowej COMSONOR – Stavanger
    - Dowództwo Połączonych Sił Lądowych Norwegii Południowej – Stavanger
    - Dowództwo Połączonych Sił Morskich Norwegii Południowej – Stavanger
    - Dowództwo Połączonych Sił Powietrznych Norwegii Południowej – Stavanger

  - Dowództwo Połączonych Sił Zbrojnych Cieśnin Bałtyckich i Bałtyku Zachodniego BALTAP   – Karup (Dania)
    - Dowództwo Połączonych Sił Lądowych Szlezwik-Holsztynu, Jutlandii i Wyspy Fionii COMLANDJUTLAND –  Rensburg (Dania)
      - Jutlandzki Korpus Armijny JKA
      - siły wzmocnienia USA i WB
        - dywizja piechoty morskiej USA
        - dywizja piechoty morskiej WB

    - Dowództwo Połączonych Sił Lądowych Zelandii COMLANDZELAND – Ringstedt (Dania)
      - Dowództwo Obrony Bornholmu COMBORNHOLM
      - Dowództwo Wschodniego Okręgu Wojskowego
        - 1 Brygada Zmechanizowana
        - 2 Brygada Zmechanizowana

    - Dowództwo Połączonych Sił Powietrznych Cieśnin Bałtyckich i Bałtyku Zachodniego COMAIRBALTAP – Karup (Dania)
      - Siły Powietrzne Danii
        - 721 eskadra lotnictwa myśliwsko-bombowego – Aalborg
        - 723 eskadra lotnictwa myśliwsko-bombowego – Aalborg
        - 725 eskadra lotnictwa myśliwsko-bombowego – Karup
        - 726 eskadra lotnictwa myśliwsko-bombowego – Aalborg
        - 727 eskadra lotnictwa myśliwsko-bombowego – Skrydstrup
        - 729 eskadra lotnictwa myśliwsko-bombowego – Karup
        - 730 eskadra lotnictwa myśliwsko-bombowego – Skrydstrup
        - Grupa Obrony Powietrznej (8 baterii „Hawk”) – Skrydstrup

      - Siły Powietrzne Niemiec
        - 41 skrzydło lotnictwa myśliwsko-bombowego – Husum
        - 52 skrzydło lotnictwa rozpoznawczego – Leck
        - 3 pułk rakiet przeciwlotniczych „Hawk”  – Helide

      - niemiecka Dywizja Lotnictwa Myśliwskiego 
        - 1 skrzydło lotnictwa myśliwsko-bombowego – Jagel
        - 2 skrzydło lotnictwa myśliwsko-bombowego – Eggebek
        - 3 skrzydło lotnictwa ZOP – Nordholtz
        - 5 skrzydło lotnictwa Pom – Kiel

    - Dowództwo Połączonych Sił Morskich Cieśnin Bałtyckich i Bałtyku Zachodniego COMNAVBALTAP – Karup
      - ZO 500 – Bałtyk Zachodni
      - ZO 420 – Bałtyk Zachodni
      - ZO 457 – Bałtyk Środkowy
      - ZO 445 – Morze Północne
      - ZO 501 – Morze Północne

    - Niemiecki Dowódca Morza Północnego COMGERNORSEA – Sengwarden (Niemcy)
    - Flagowy Oficer Niemiec –  Glucksburg (Niemcy)
    - Flagowy Oficer Danii – Århus (Dania)

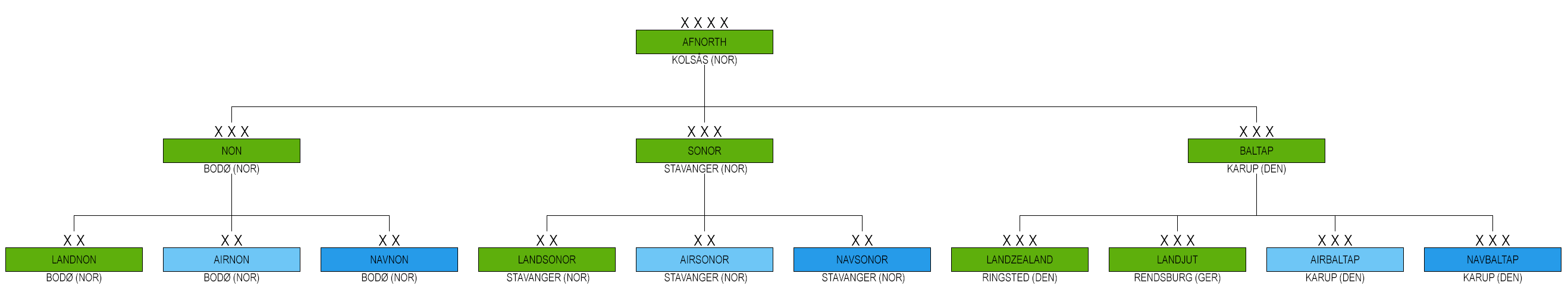
Struktura AFNORTH w1989